# Jonas Kjellander
Jonas Kjellander, född 18 maj 1779 i Varvs församling, Skaraborgs län, död 14 januari 1841 i Skara stadsförsamling, Skaraborgs län, var en svensk präst och riksdagsman.

## Biografi
Jonas Kjellander var son till prosten i Flo Jonas Kjellander och Eva Maria Kellgren samt systerson till Johan Henric Kellgren och farbror till Ernst Kjellander. Han studerade vid Uppsala universitet, där han tog magistergraden 1803 och 1806 fick en docens i politiken. Sedan han under de politiskt turbulenta åren 1809-1810 varit anställd vid justitiedepartementet, var han från 1813 verksam som lärare i de latinska språken vid Skara gymnasium. 1818 prästvigdes han för en tjänst som kyrkoherde i Vings församling, blev året därpå prost, 1820 förflyttad till Vinköls församling, 1828 till Götene församling samt utnämndes till domprost 1836. Han utsågs till teologie doktor 1830 och blev 1838 kommendör av Nordstjärneorden.
Kjellander var riksdagsman för prästeståndet riksdagarna 1823 och 1828.
Han var gift med änkan Ulrika Carolina Biljer.